# Asuny

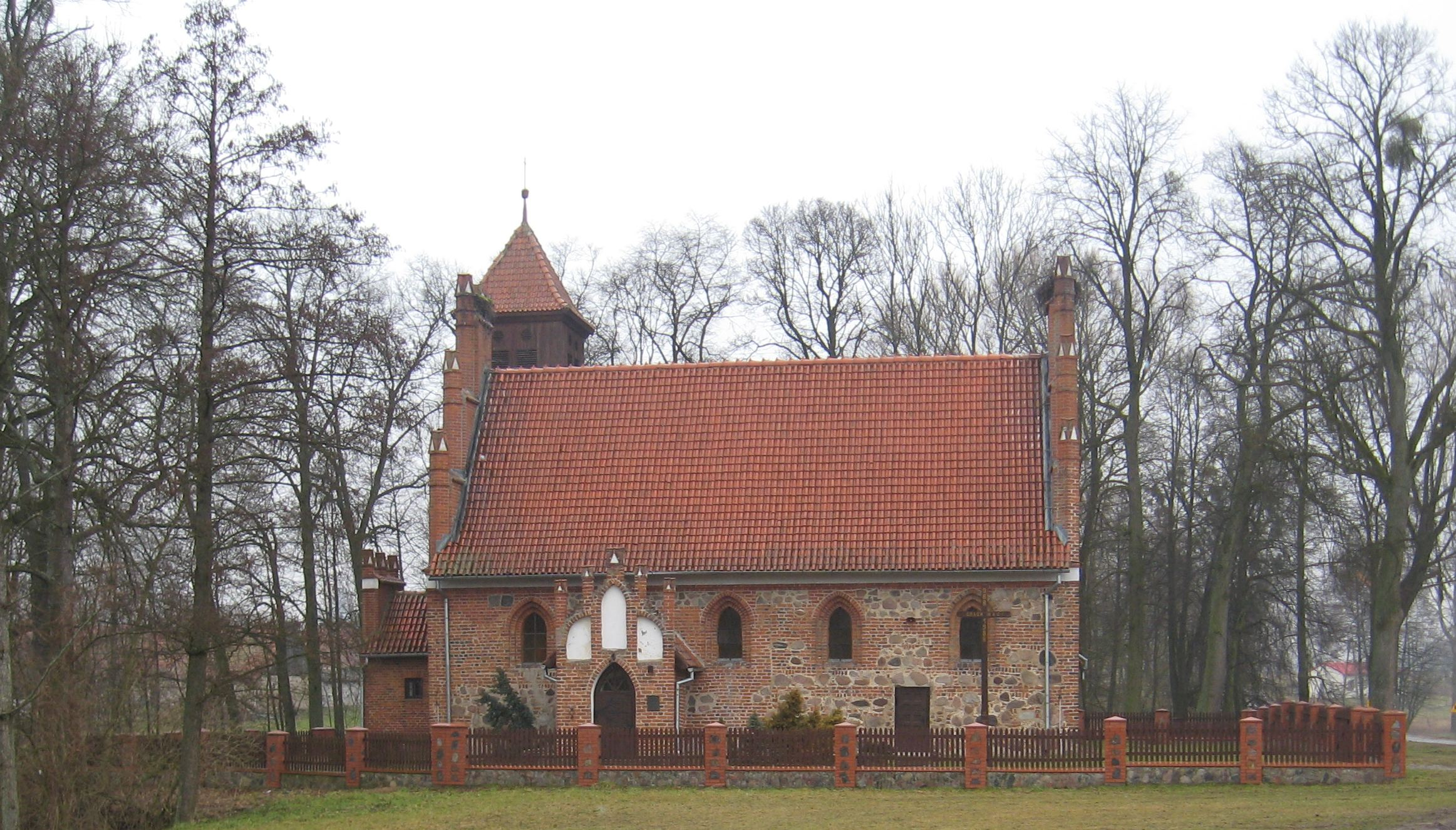

Asuny (Duits: Assaunen) is een dorp in de Poolse woiwodschap Ermland-Mazurië. De plaats maakt deel uit van de gemeente Barciany en telt 100 inwoners.